# Cagiva Elefant 900
Cagiva Elefant 900 – motocykl typu turystyczne enduro produkowany przez firmę Cagiva w latach 1990-1994.

## Dane techniczne/Osiągi
Silnik: V2
Pojemność silnika: 904 cm³
Moc maksymalna: 68 KM/6500 obr./min
Maksymalny moment obrotowy: 78 Nm/5500 obr./min
Prędkość maksymalna: 190 km/h
Przyspieszenie 0-100 km/h: brak danych